# Edifícios industriais da Rua Borges de Figueiredo
Os Edifícios industriais da Rua Borges de Figueiredo, também conhecido como as indústrias reunidas Francisco Matarazzo, Cia Fiat Lux e Fábrica de biscoitos Duchen são reconhecidas como um marco inicial no processo de industrialização da cidade de São Paulo e determinante na formação do bairro da Mooca, localizado na zona leste, este, sempre foi visto como um dos mais significantes distritos da grande metrópole de São Paulo no âmbito da industrialização. Conforme consta no processo de tombamento do Conpresp, a população local relatou que a área se encontrava a mercê de riscos. Após uma placa anunciar um novo empreendimento em uma de suas fachadas, o interior dos galpões começaram a ser derrubados. O que só foi interrompido após as instâncias públicas iniciarem o processo de reconhecimento da localidade como patrimônio histórico. Os galpões foram organizados em sequência, constituem uma ambientação que dá a Mooca sua notoriedade.

## História
Em 1906, as organizações Francisco Matarazzo e Cia se instalam na rua Borges Figueiredo numero 680 até o numero 828. A empresa compartilha o local com a Fiat Lux, fábrica de fósforos, construída no mesmo ano de 1906. Em 1908, a Societé Anonyme Anciens Étabblissements Duchen obtém uma parte do terreno. O projeto, datado de 1906 ate 1926, é creditado como de autoria original do construtor Otto Nilsson e do arquiteto Fred Reimann. Marco da industrialização paulista, o complexo industrial funcionava como armazém, fábrica de fósforos, fábrica de biscoitos e, possivelmente, de óleo. Atualmente o espaço é utilizado para fabricação de latas e é propriedade da CBL (Companhia Brasileira de Latas).

## Arquitetura
Após sua implementação, o complexo industrial ocupa uma área de vinte e quatro mil duzentos e oitenta e quatro metros quadrados (24.284 m²). Como características arquitetônicas, os galpões, construídos à diagonal das linhas da ferrovia, que atualmente situa se a Estação Juventus-Mooca,são compostos de alvenaria de tijolo e concreto armado. A cobertura das edificações foi estruturada com madeira e telhas de cerâmica. Mas os galpões da Fábrica de biscoitos Dunchen, além do concreto armado, são constituídos, também, por lanternins e tesouras metálicas. Sua cobertura, antes revestida inteiramente por telhas cerâmicas, foi parcialmente substituída por telhas de fibrocimento. Um dos destaques do conjunto é a chaminé da fábrica de fósforos Fiat Lux. É possível avistá-la na divisa do lote com a faixa de transmissão da Eletropaulo. Deste tipo de edifício, é o seu último exemplar histórico.

## Significado Histórico e Cultural
O significado histórico das indústrias reunidas Francisco Matarazzo, Cia Fiat Lux e Fábrica de biscoitos remonta ao início do processo industrial paulistano. Junto ao conjunto fabril, houve a implantação da linha ferroviária da São Paulo Railway. Essa infraestrutura foi fator determinante para conformação do bairro da Mooca no final do século XIX. Além disso, na região ainda se conserva parcialmente a fábrica de fósforos, a fábrica de biscoitos e o ramal ferroviário original da instalação das indústrias Matarazzo. O patrimônio é, ainda, registro histórico das técnicas construtivas tradicionais, o que lhe confere seu valor enquanto conjunto urbanístico e memória paulistana.

## Estado Atual
Segundo uma avaliação do Conpresp em maio de 2007, a fábrica de fósforos se mantém em estado original, mas os espaços internos dos galpões da antiga Dunchen foram parcialmente demolidos. As fachadas encontram-se modificadas por inteiro, mas os galpões da Dunchen conservam sua implementação junto às estruturas originais. A chaminé da Fiat Lux, único exemplar restante desse tipo de edificação, permanece conservada.

### Galeria de fotos

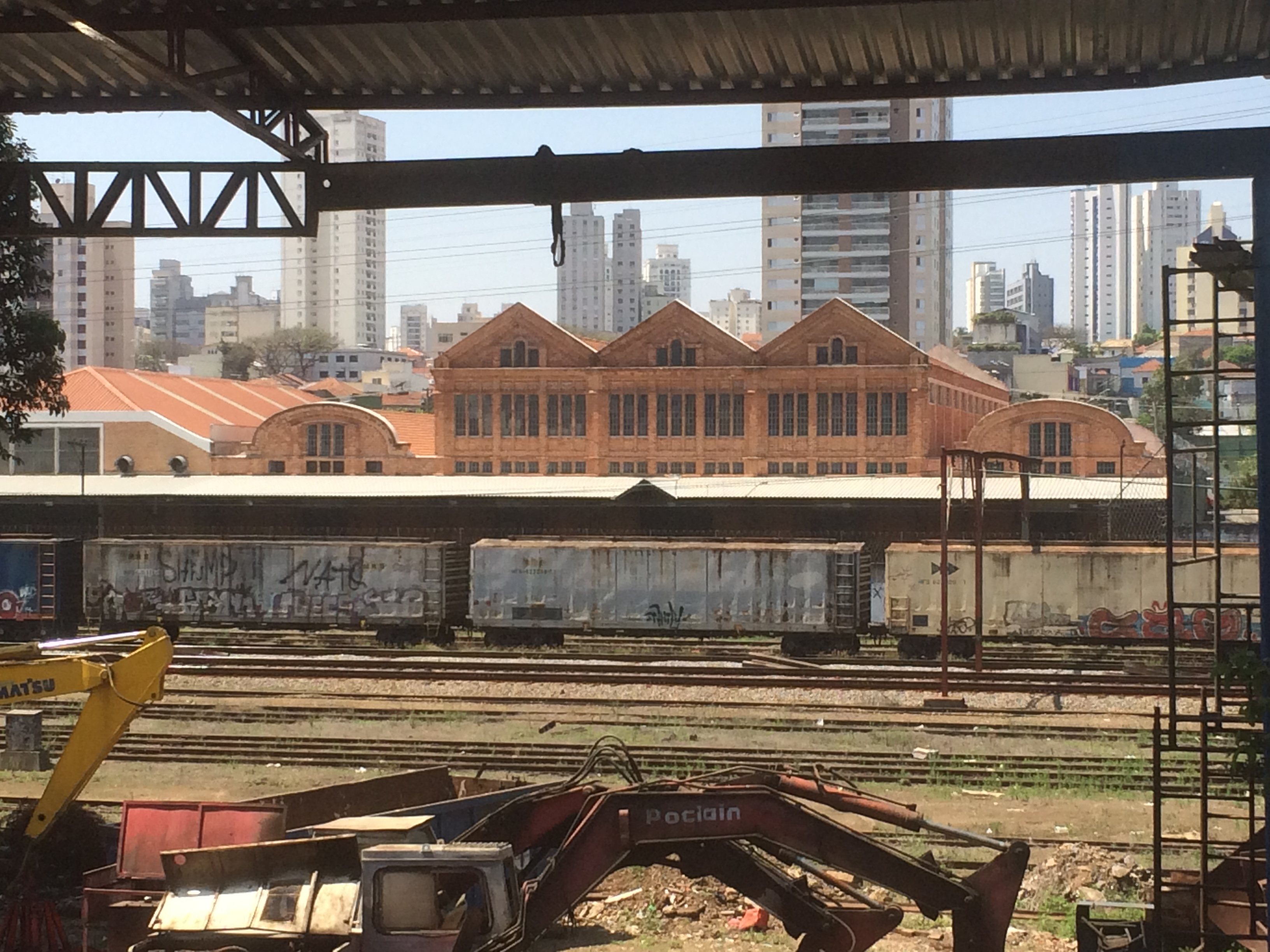
Face sul dos Edifícios industriais da Rua Borges de Figueiredo
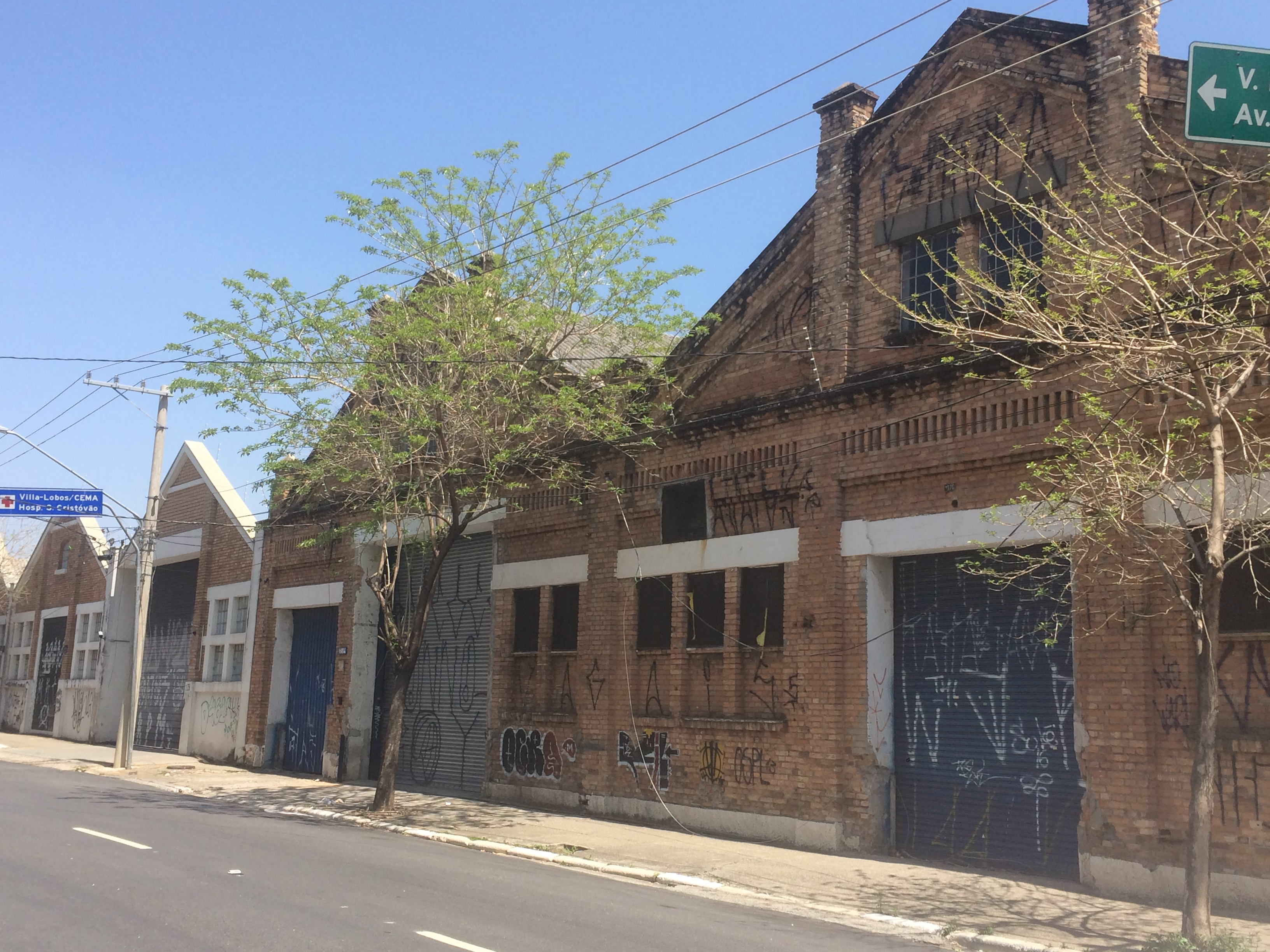
Fachada dos Edifícios industriais da Rua Borges de Figueiredo
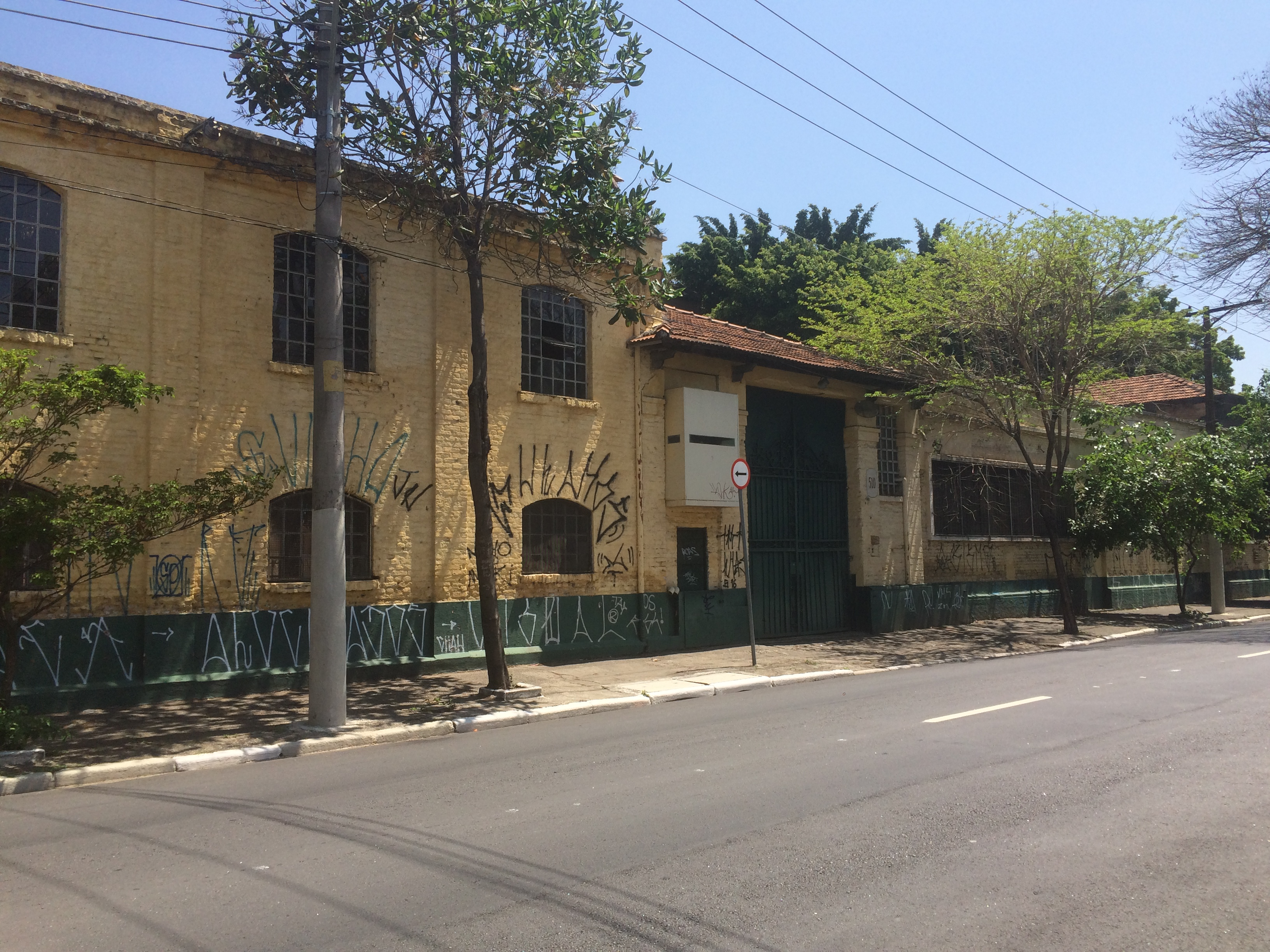
Fachada dos Edifícios industriais da Rua Borges de Figueiredo
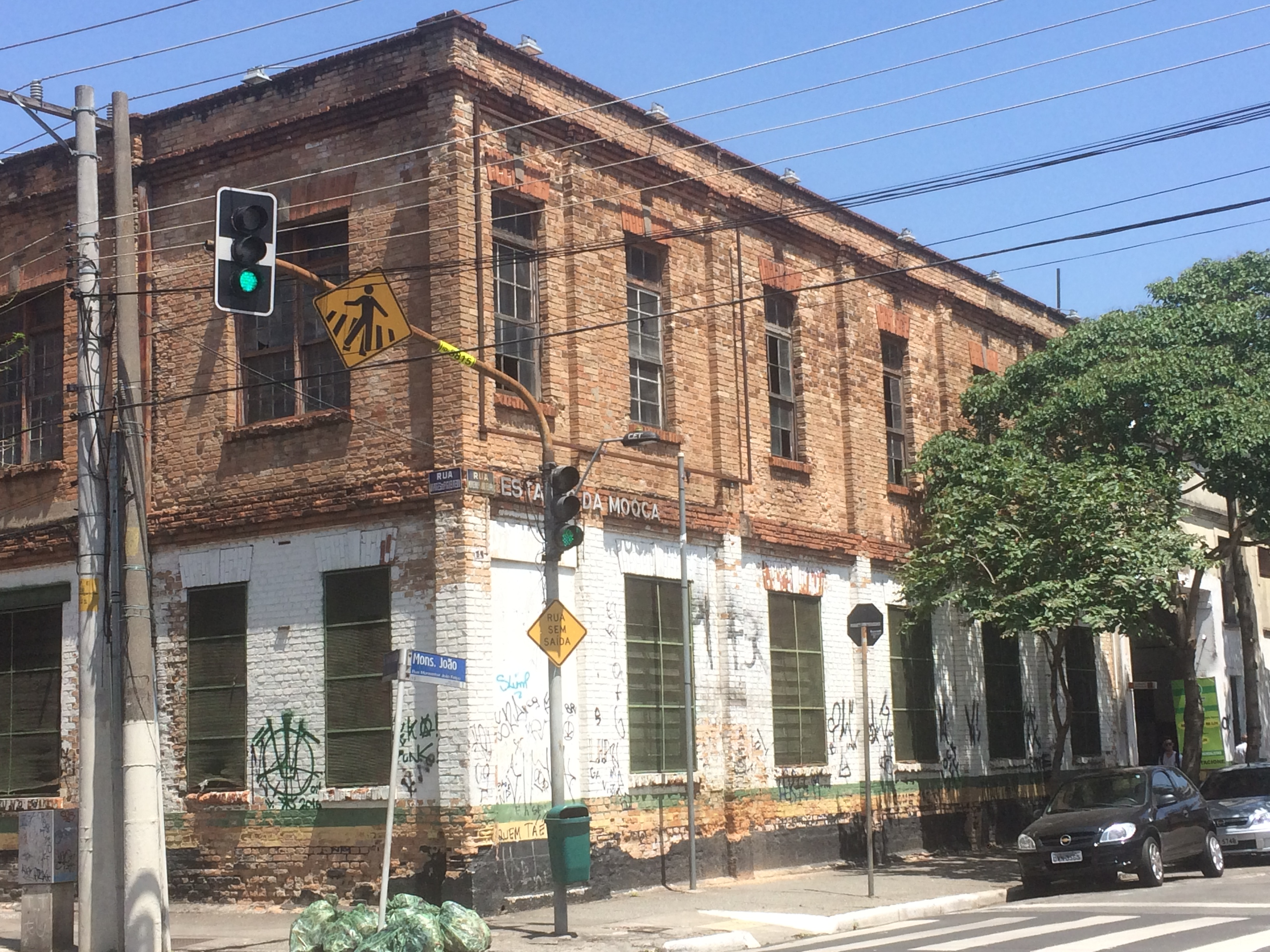
Início da Rua Borges de Figueiredo
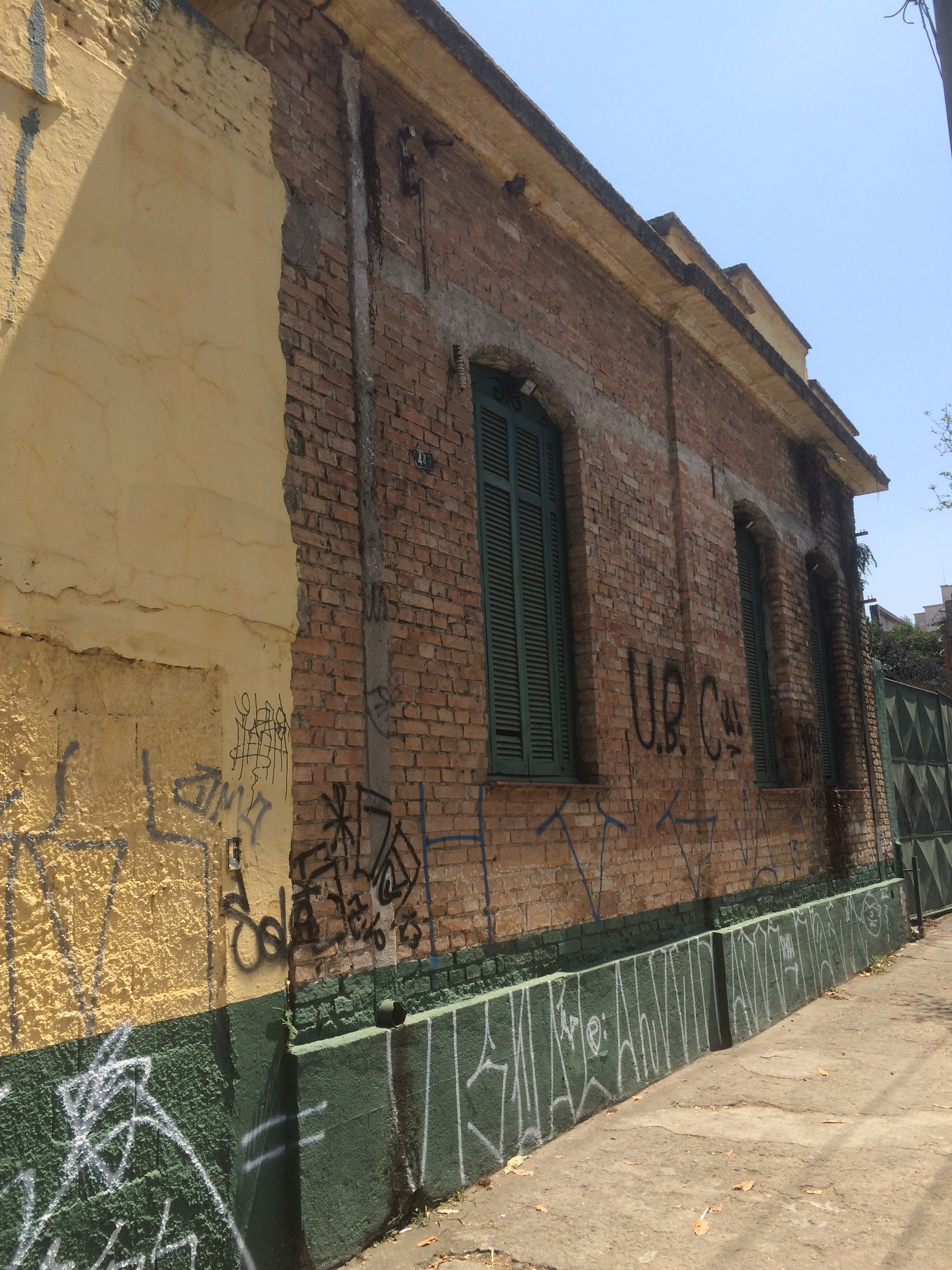
Fachada dos Edifícios industriais da Rua Borges de Figueiredo
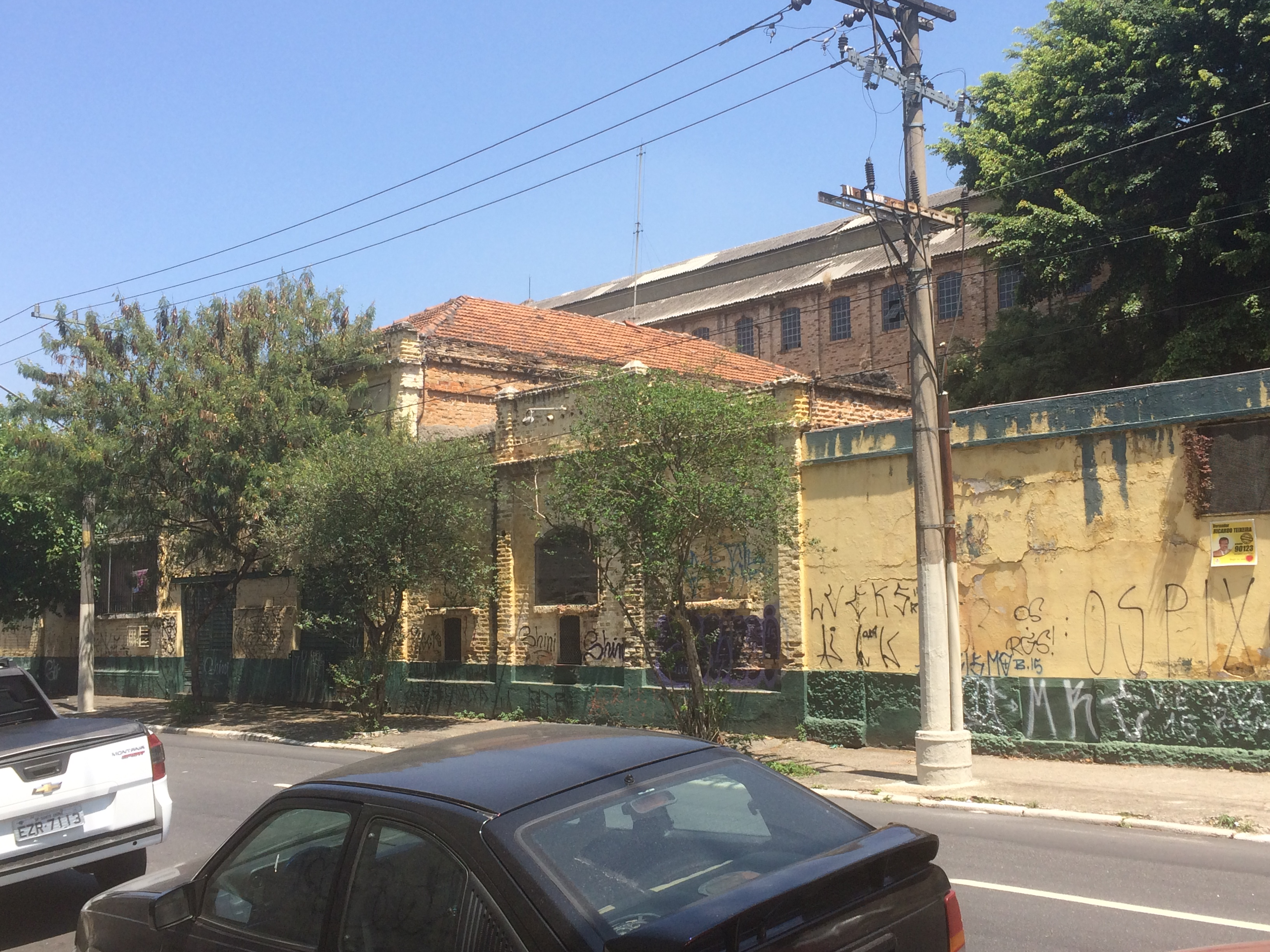
Fachada dos Edifícios industriais da Rua Borges de Figueiredo